# Fadděj Věnědiktovič Bulgarin
Fadděj Venědiktovič Bulgarin, vlastním jménem Jan Tadeusz Krzysztof Bułharyn, (rusky Фаддей Венедиктович Булгарин, 24. červnajul./ 5. července 1789greg., panství Peryševo u Uzdy, Minská gubernie – 1. záříjul./ 13. září 1859greg., panství Karlova v Derptu, tj. u dnešního Tartu, Livonská gubernie) byl ruský prozaik, novinář a literární kritik polského původu.

## Život

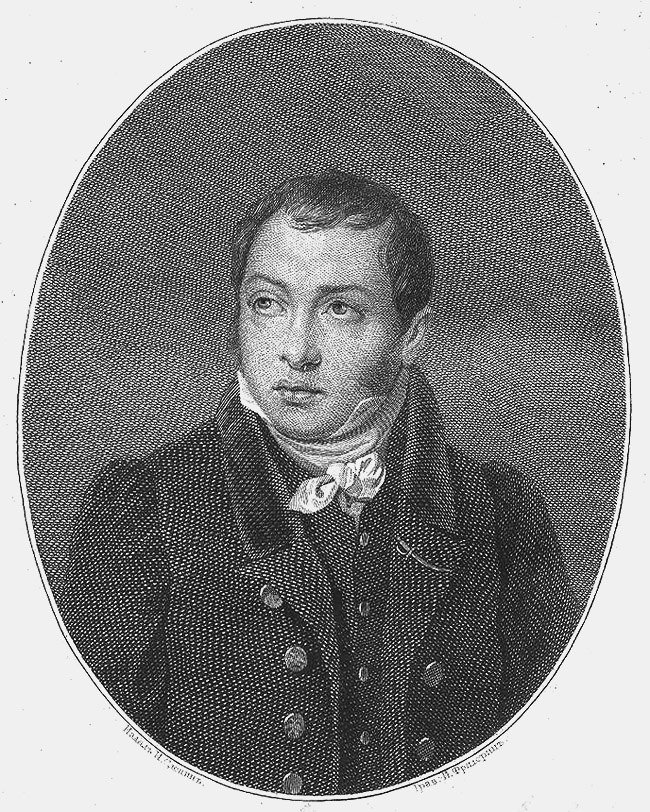
F. V. Bulgarin kolem roku 1828

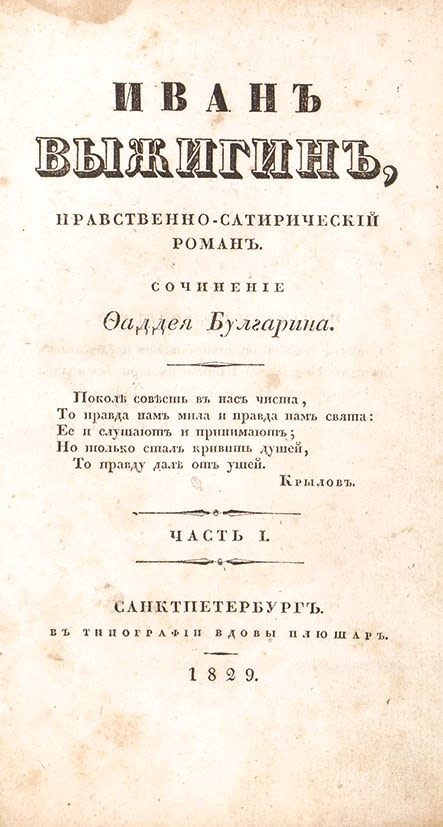
Ivan Vyžigin, první vydání z roku 1829

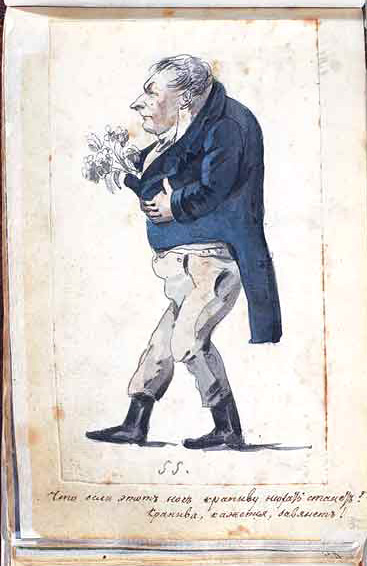
Karikatura F. V. Bulgarina od neznámého autora

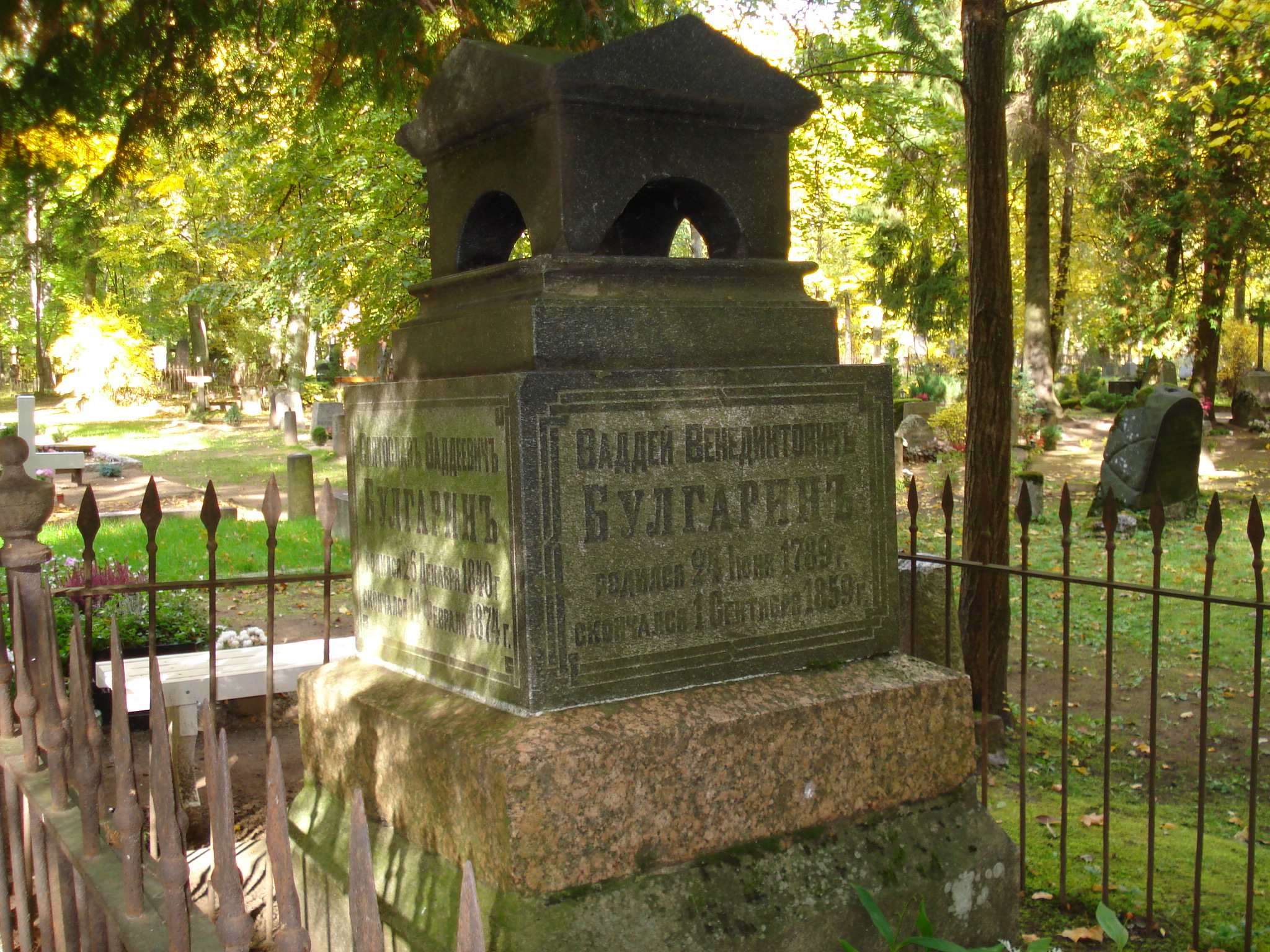
Bulgarinův hrob v Tartu

Narodil se na panství Peryševo u Uzdy jako potomek šlechtické rodiny z Polsko-litevské unie. Když jeho otec během Kościuszkova povstání v roce 1794 zabil ruského generála a byl poslán do vyhnanství na Sibiř, odjel s matkou do Petrohradu, kde v letech 1798–1806 studoval ve vojenské škole. Za napoleonských válek bojoval v ruské armádě v hodnosti poručíka a v bitvě u Friedlandu byl zraněn. Když byl roku 1811 po několika skandálech propuštěn, odjel do Varšavy a zde vstoupil do vojska Varšavského knížectví. Jako polský dobrovolník bojoval na Napoleonově straně po celé Evropě a dosáhl hodnosti kapitána. Po Napoleonově pádu se uchýlil do Varšavy a pak do Vilniusu. Vydal několik polských spisů a psal do místních časopisů.
Roku 1819 se vrátil do Petrohradu a začal psát rusky. Stal se přítelem A. S. Gribojedova a byl blízký děkabristům, zejména K. F. Rylejevovi. Po porážce děkabristického povstání roku 1825 však nabídl spolupráci nově zřízené Tajné kanceláři Jeho Veličenstva výměnou za možnost působit v oficiálních periodikách a věnovat se spisovatelské práci. Pracoval také ve státních službách a nakonec se stal státním radou. To, že je spolupracovníkem carské tajné policie, se o něm všeobecně vědělo, a proto byl bojkotován v podstatě celou ruskou literaturou. Ve své době byl však mnohem populárnější než dnes všeobecně uznávaní spisovatelé, protože pohotově dokázal vyjít vstříc i vkusu méně náročné čtenářské obce.
Stal se zakladatelem tzv. mravně-satirického románu (нравственно-сатирический роман). Ve svých prózách vystupuje proti rodové aristokracii, zobrazuje prostopášný život provinční šlechty a jeho statkářské typy předjímají postavy z Gogolových Mrtvých duší. Psal také tzv. skazové povídky (сказозыe рассказы) založené na rázovitém vyprávění v první osobě, čímž se stal v mnohém předchůdcem N. S. Leskova. Kromě toho se řadí mezi první autory ruské vědeckofantastické literatury.
Hlavním těžištěm jeho činnosti však byla žurnalistika. Již roku 1822 začal vydávat časopis Severní archiv (Северный архив) a roku 1825 vydal první ruský divadelní almanach Ruská Thalie (Русская Талия), kde opublikoval ukázky z Gribojedovy komedie Hoře z rozumu. Roku 1835 založil společně s Nikolajem Ivanovičem Grečem provládní literární a politický časopis Severní včela (Северная пчела), který se však stal synonymem bezzásadového novinářství. V tomto časopise vydával své fejetony, ve kterých se vysmíval ruským romantickým spisovatelům (Puškin, Gogol a další) a označoval je za nebezpečné novátory, čímž se zasloužil o cenzurování jejich děl. Pro práce mladých Gogolových následovníků vymyslel posměšný název naturální škola (натуральная школа), ze kterého ale dokázal literární kritik Vissarion Grigorjevič Bělinskij vytvořit generační program moderní ruské literatury. K denunciaci svých odpůrců využil i své šestidílné Paměti (Воспоминания).
Roku 1857 ochrnul a roku 1859 zemřel na svém panství Karlova v Derptu (dnešní Tartu), kde je také pochován.

## Výběrová bibliografie
- Vzpomínky na Španělsko (1823, Воспоминания об Испании), vzpomínky na dobu, kdy Bulgarin bojoval v Napoleonově vojsku ve Španělsku.
- Pravděpodobné fantazie aneb Putování po světě v 29. století (1824, Правдоподобные небылицы, или Странствование по свету в XXIX веке), sci-fi, ve které její hrdina roku 1824 ztroskotá při plavbě po severním moři, ztratí vědomí a probere se po tisíci letech do společnosti plné technických zázraků (například letadla, automobily, čističky mořské vody a další), pouze lidé se k dokonalosti nevyvinuli.
- Venkovánek ve společnosti velkého světa (1825, Провинциал в обществе большого света), povídka, česky jako Venkovánek ve společnosti s velkoměstským.
- Nepravdivé fantazie aneb Putování do středu Země (1825, Невероятные небылицы, или Путешествие к средоточию Земли), sci-fi, ve které se její hrdina dostane proláklinou do středu země, kde najde tři světy alegoricky odpovídající úrovně vzdělání obyvatelstva: svět hlouposti, polovzdělanosti a osvěty.
- Scéna ze soukromého života v roce 2028 (1828, Сцена из частной жизни в 2028 году), sci-fi.
- Propuštěný voják (1828, Отставной солдат), povídka
- Esterka (1828, Эстерка), historický román ze 14. století o krásné Židovce, milence krále Kazimíra III.
- Leokadije (1828, Леокадия), povídka.
- Ivan Vyžigin (1829, Иван Выжигин), pikareskní román, příběh sirotka, který prochází národnostně smíšeným prostředím západních gubernií Ruské říše, česky jako Ivan Vyžihin.
- Černohorci (1829, Черногорцы), povídka z vojenského prostředí.
- Vzpomínky na nezapomenutelného Alexandra Sergejeviče Griboedova (1830, Воспоминания о незабвенном Александре Сергеевиче Грибоедове), článek napsaný po Gribojedově smrti.
- Dmitrij Samozvanec (1830, Дмитрий Самозванец), historický román o Lžidimitrijovi I.
- Slované čili Osvobození Arcony (1830, Славяне, или освобожденіе Арконы), historická povídka.
- Příhody francouzského vychovatele v Rusích (1830, Похождения Французского гувернера во время пребывания в России).
- Petr Ivanovč Vyžigin (1831, Пётр Иванович Выжигин), volné pokračování románu Ivan Vyžigin.
- Mazepa (1834, Мазепа), historický román o ukrajinském hejtmanovi Mazepovi.
- První láska (1834, Первая любовь), povídka.
- Paměti titulárního rady Čuchina aneb Prostá historie obyčejného života (1835, Памятные записки титулярного советника Чухина или Простая история обыкновенной жизни), román.
- Dobrodružství Mitrofanušky na Měsíci (1837, Похождение Митрофанушки в Луне), fantastické pokračování komedie Výrostek od Denise Ivanoviče Fonvizina, ve kterém se jeho hrdina dostane při útěku před věřiteli v balónu na Měsíc.
- Rusko v historických, statistických, zemepěsných a literárních vztazích, (1837, Россия в историческом, статистическом, географическом и литературном отношениях), odborná práce.
- Předek a potomstvo (1843, Предок и потомки), sci-fi román, ve kterém bojar z doby cara Alexeje Michajloviče zmrzne v ledu a rozmrzne v 19. století, kde s hrůzou a překvapením sleduje změny, k nimž došlo v tomto období v Rusku.
- Vzpomínky (1846–1849, Воспоминания), šest svazků.

## Česká vydání
- Propuštěný voják, časopis C. C. Musea 1832, přeložil Antonín Marek.
- Venkovánek ve společnosti s velkoměstským, časopis C. C. Musea 1832, přeložil Antonín Marek.
- Černohorci, časopis C. C. Musea 1833, přeložil Václav Hanka.
- Slované, čili, Osvobození Arkony, Knížecí arcibiskupská knihtiskárna, Praha 1837, přeložil Antonín Hansgirg.
- Příhody francauzského vychowatele v Rusích, Václav Špinka, Praha 1840, přeložil Antonín Hansgirg.
- Neznámý, Václav Špinka, Praha 1840, přeložil Petr Miloslav Veselský
- Ivan Vyžihin, Václav Špinka, Praha 1842, přeložil Josef Množislav Bačkora.
- První láska, časopis Lumír 1852, přeložil Václav Čeněk Bendl-Stránický.
- Mazepa, Jaroslav Pospíšil, Praha 1854, přeložil František Pravoslav Volák.
- Vojenský žert, časopis Lumír 1858, přeložil Josef Franta Šumavský.
- Z pamětí F. Bulgarina, časopis Jasoň 1859, překladatel neuveden.
- Leokadie, časopis Jitřenka, Polička 1888, překladatel neuveden.